# Policzna
Policzna è un comune rurale polacco del distretto di Zwoleń, nel voivodato della Masovia.
Ricopre una superficie di 112,35 km² e nel 2004 contava 5 936 abitanti.